# Lithocarpus formosanus
Lithocarpus formosanus е вид растение от семейство Букови (Fagaceae). Видът е критично застрашен от изчезване.

## Разпространение
Разпространен е в Тайван.